# Ingvar Stadheim
Ingvar Stadheim (ur. 9 lutego 1951) – norweski piłkarz, a także trener. Ojciec innego piłkarza, Andersa Stadheima.

## Kariera piłkarska
W swojej karierze Stadheim występował w zespole Sogndal.

## Kariera trenerska
Po zakończeniu kariery piłkarskiej, Stadheim został trenerem drużyny Sogndal, którą prowadził dwukrotnie. Trenował też Kongsvinger IL i reprezentację Norwegii U-21, a w 1988 roku został selekcjonerem pierwszej reprezentacji Norwegii. W roli tej zadebiutował 28 lipca 1988 w zremisowanym 1:1 towarzyskim meczu z Brazylią. Kadrę Norwegii prowadził przez całe eliminacje Mistrzostw Świata 1990, na które nie wywalczyła awansu oraz w dwóch pierwszych meczach eliminacji Mistrzostw Europy 1992. W 1990 roku przestał być trenerem reprezentacji. Pod jego wodzą rozegrała ona 24 spotkania, z czego 5 było wygranych, 8 zremisowanych i 11 przegranych. Potem nie prowadził już żadnego klubu.